# Abadia de Abondance
A Abadia de Abondance como é conhecida a Abadia de Nossa Senhora de Abondance (em francês:  Abbaye d'Abondance), está situada na localidade na comuna francesa de Abondance, região de Ródano-Alpes do departamento francês da Alta Saboia.

## História
Pensa-se que a abadia foi fundada em 1108 pela abadessa em francês:  Saint-Maurice-d'Agaune que se tinha primitivamente instalado nas proximidades, em La Chapelle-d'Abondance, uma localidade próxima de Abondance , e é por volta de 1138-1144 que o priorado se vem estabelecer em Abondance. A presença de um claustro romano sobre o gótico ficou comprovado aquando de escavações efectuadas no século XX .
Em 1140 a congregação afilia-se à ordem de Santo Agostinho e a sua influência é comprovada pelas possessões como as de Sixt, Entremont e Grandval . 
Aquando da visita de Francisco de Sales, então bispo de Genebra que aproximou o Chablais Saboiardo do catolicismo, e quando os cônegos agustinhos já não seguiam as prescrições da própria congregação, ele pede ao Papa que substitua  a sua gerência pelos cistercianos feuillants para redourar o prestígio da Abadia de Abondance . 

## Pinturas
O claustro possuía cerca de vinte pinturas morais das quais só restam dezasseis ainda em estado fragmentado. Realizadas por volta de 1430, correspondem ao reino de Amadeu VIII de Saboia e pensa-se que por condiscípulos de Giacomo Jaquerio, o chefe de fila da pintura nos Estados de Saboia.
A última restauração das pinturas data dos anos 1977-1990 .

## Imagens

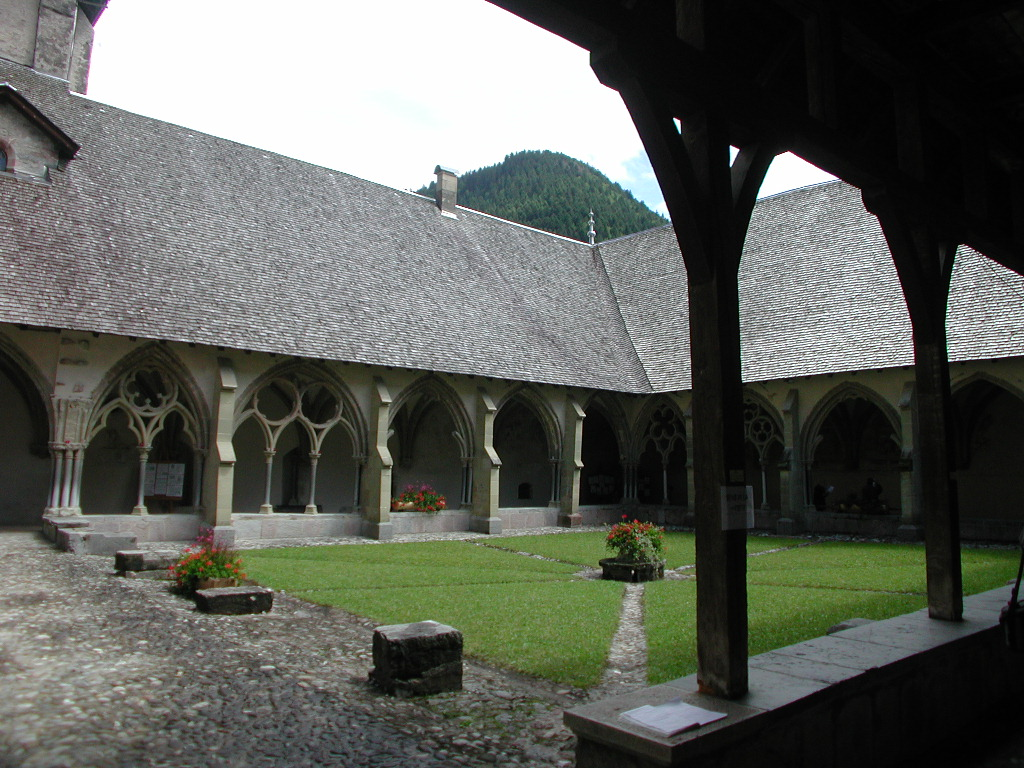
Vista geral do claustro
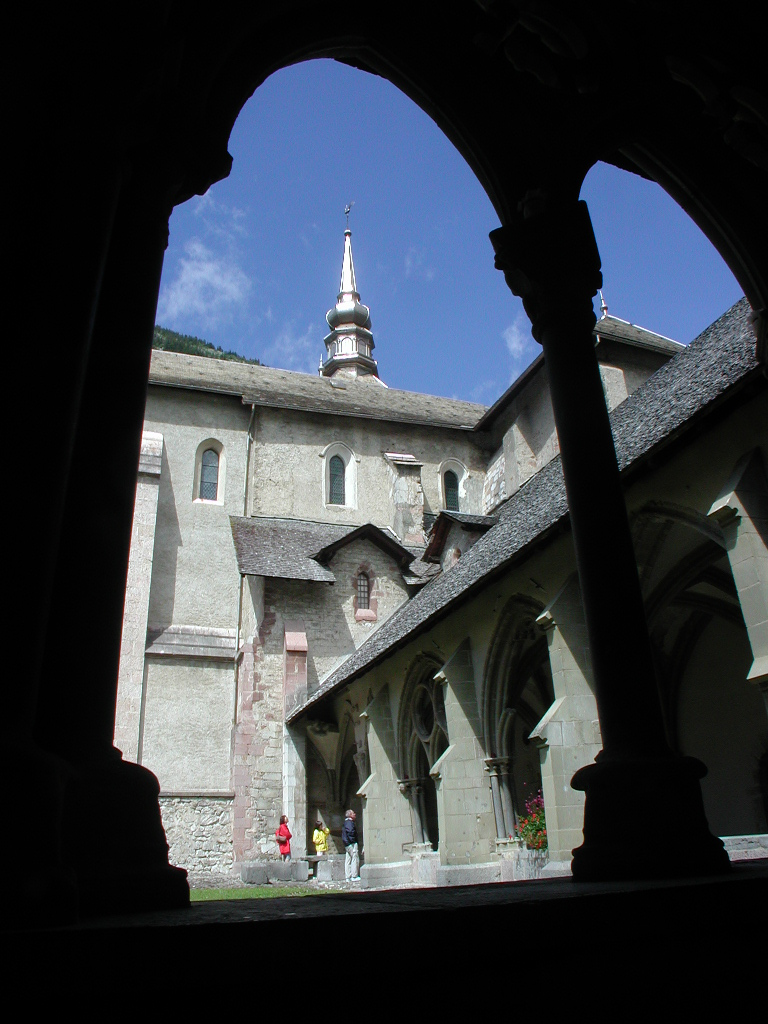
Igreja vista do vista do claustro
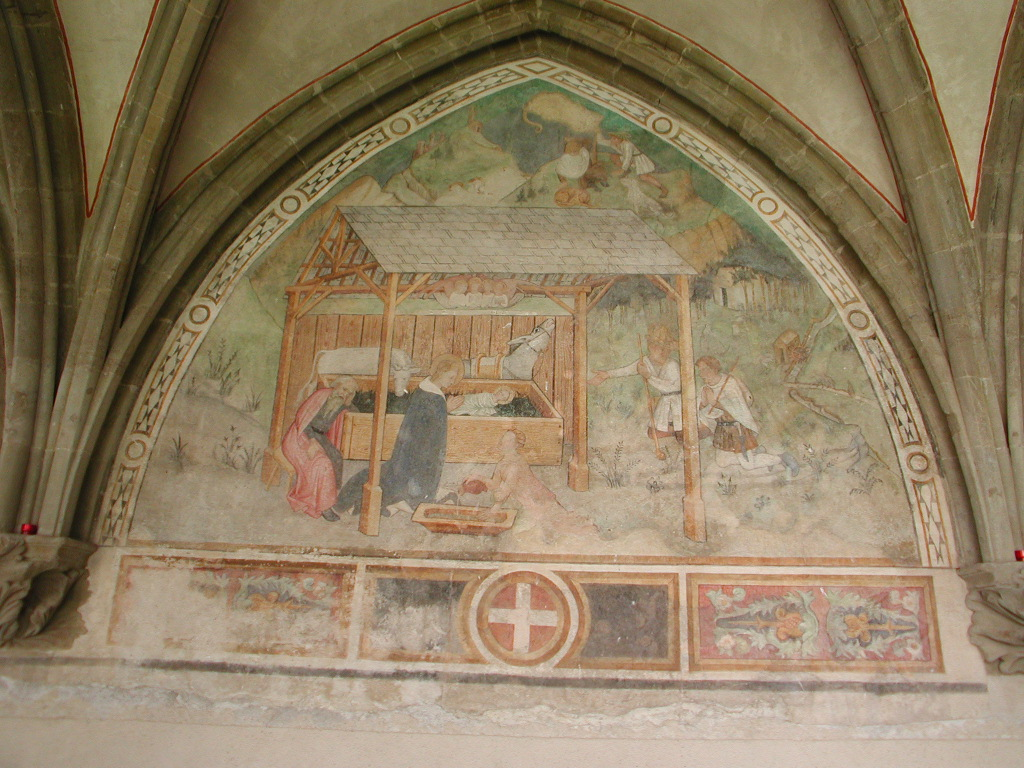
Fresco da  Natividade
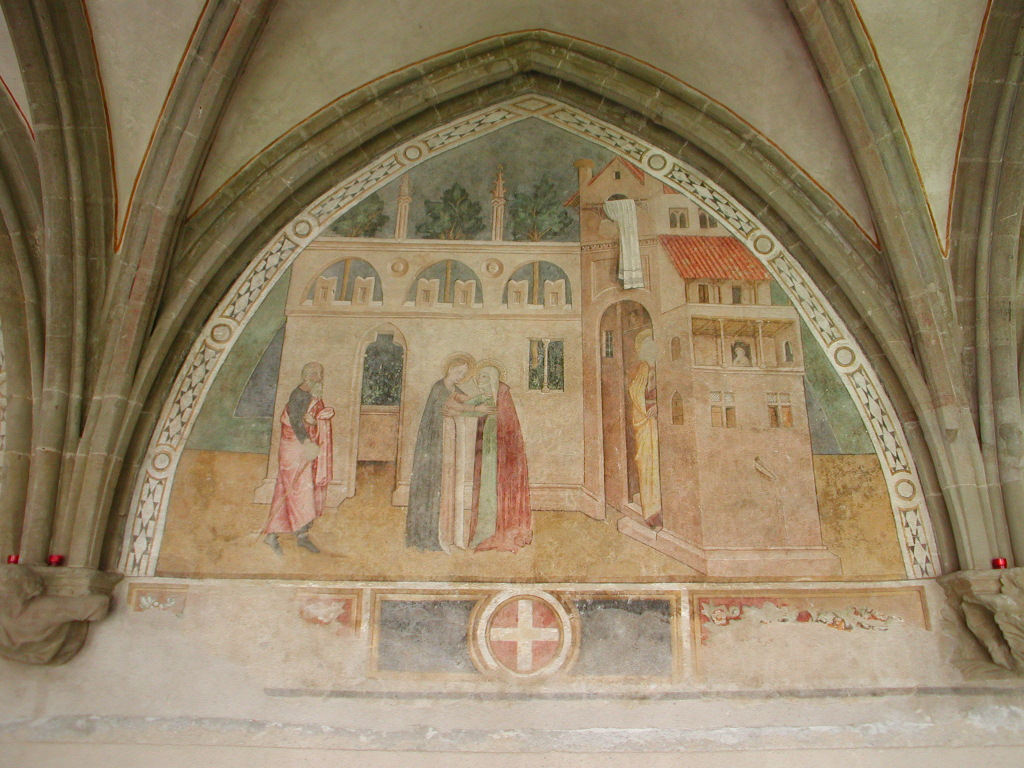
Fresco da  Visitação
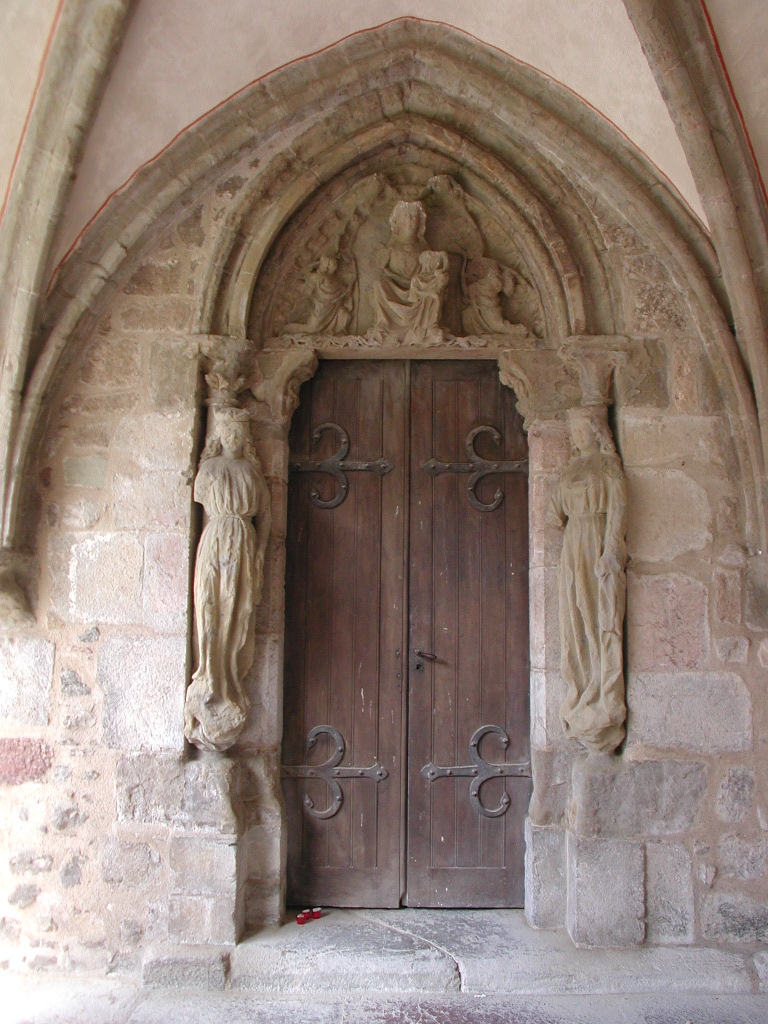
Porte de comunicação com a igreja
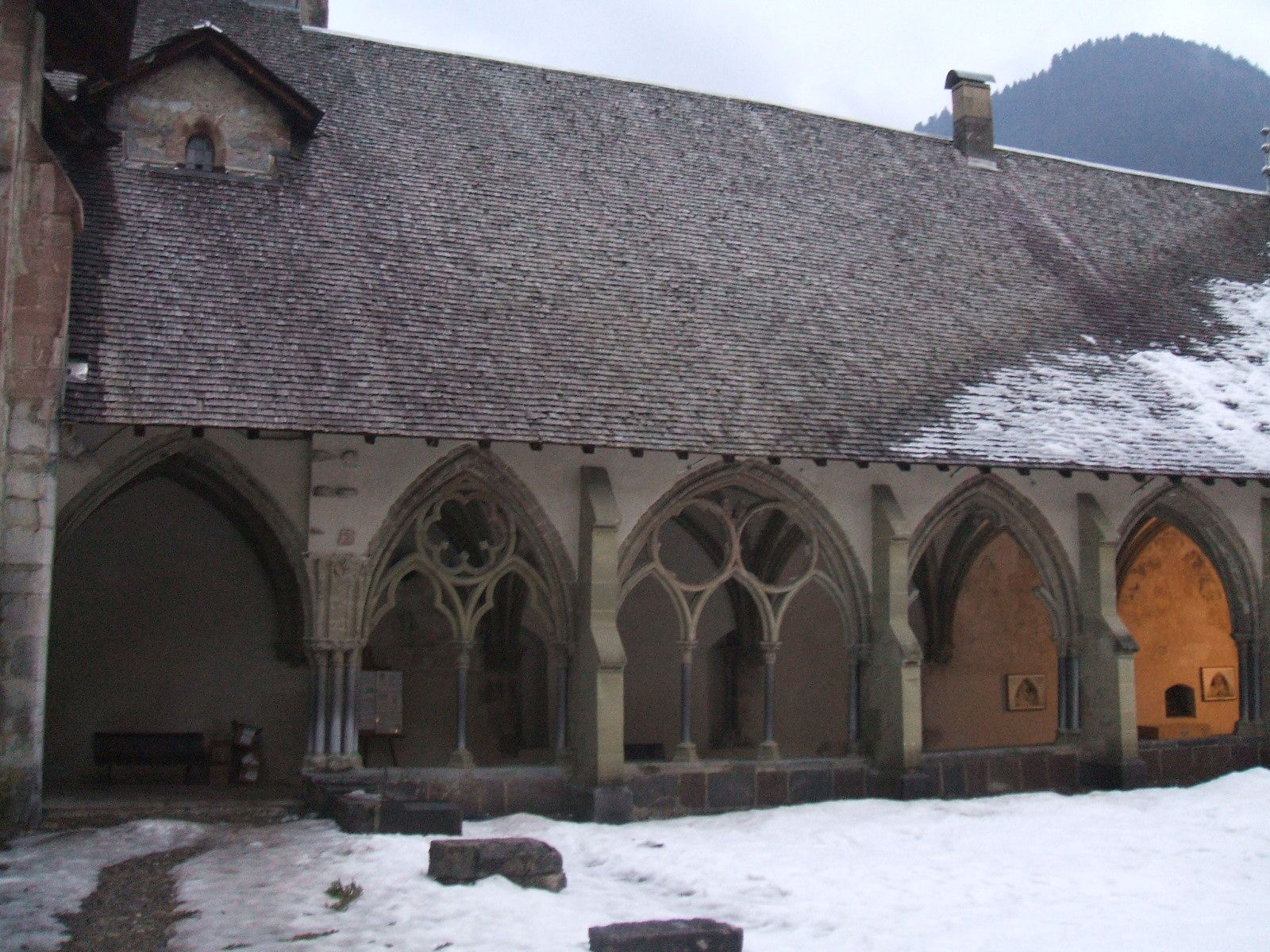
Galerias norte e este  do claustro
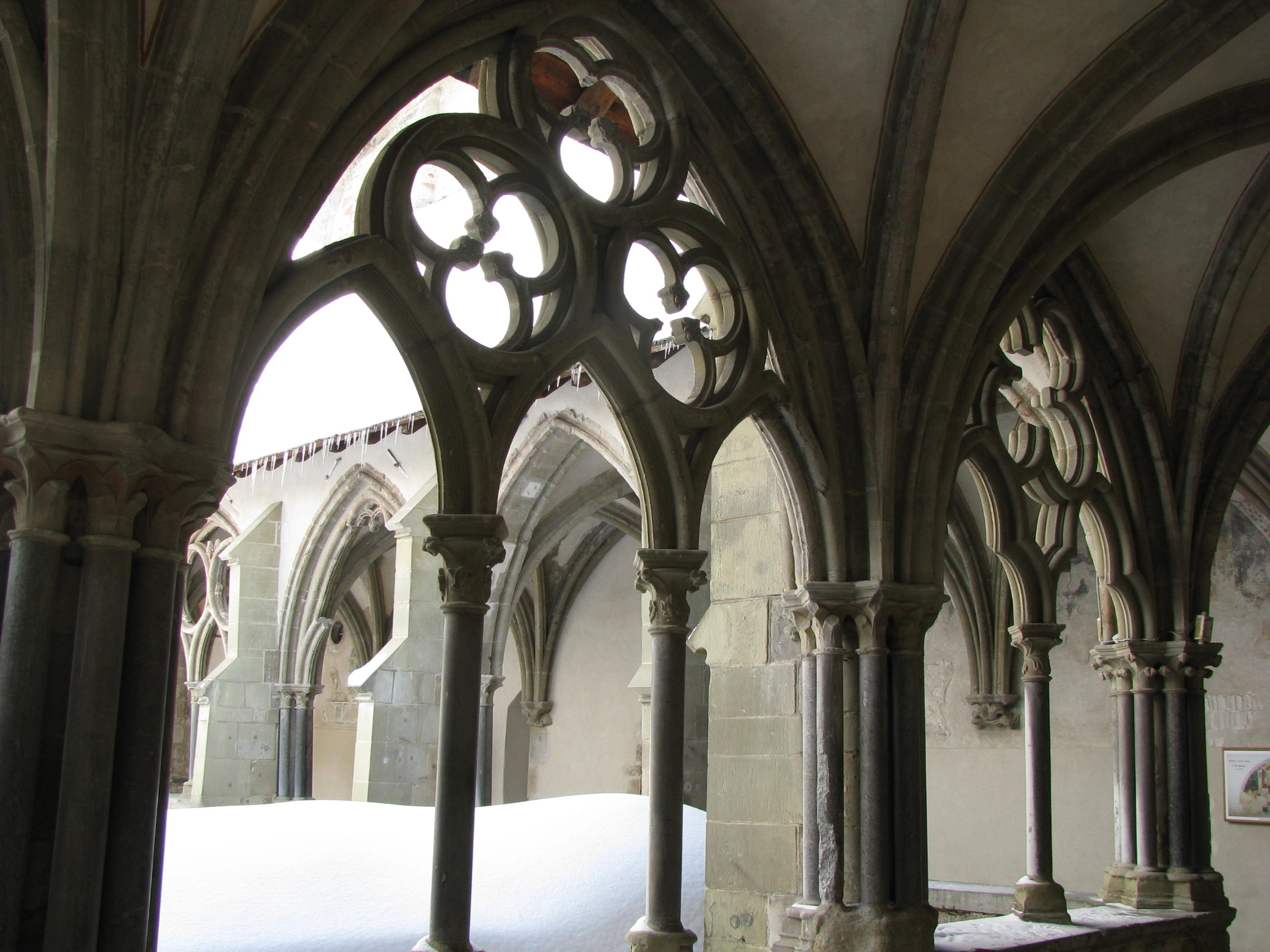
Claustro da Abondance na neve